# Чёрная (приток Большого Безменца)

Чёрная — река в России, протекает в Краснобаковском районе и Городском округе Семёновский Нижегородской области. Устье реки находится в 17 км по левому берегу реки Большой Безменец. Длина реки составляет 23 км, площадь водосборного бассейна — 126 км². В 4,2 км от устья по правому берегу принимает реку Чибирь.
Исток реки находится в лесном массиве в 7 км к юго-западу от посёлка Ветлужский. Течёт на юго-запад, в среднем течении протекает деревни Новая и Питий Овраг. Крупнейший приток — Чибирь (правый). Впадает в Большой Безменец у деревни Хвойное.

## Данные водного реестра
По данным государственного водного реестра России относится к Верхневолжскому бассейновому округу, водохозяйственный участок реки — Волга от устья реки Ока до Чебоксарского гидроузла (Чебоксарское водохранилище), без рек Сура и Ветлуга, речной подбассейн реки — Волга от впадения Оки до Куйбышевского водохранилища (без бассейна Суры). Речной бассейн реки — (Верхняя) Волга до Куйбышевского водохранилища (без бассейна Оки).
По данным геоинформационной системы водохозяйственного районирования территории РФ, подготовленной Федеральным агентством водных ресурсов:
- Код водного объекта в государственном водном реестре — 08010400312110000034585
- Код по гидрологической изученности (ГИ) — 110003458
- Код бассейна — 08.01.04.003
- Номер тома по ГИ — 10
- Выпуск по ГИ — 0